# Copa Paz del Chaco 1995
Copa Paz del Chaco 1995 – turniej towarzyski o puchar Paz del Chaco odbył się po raz dziewiąty w 1995 roku. W turnieju uczestniczyły zespoły: Paragwaju i Boliwii.

## Mecze
| 14 maja Cochabamba |  | Boliwia | 1 | - | 1 | Paragwaj |

| 9 czerwca Asunción |  | Paragwaj | 0 | - | 0, karne: 4:3 | Boliwia |

## Końcowa tabela
| M | Reprezentacja | L.m. | Zw. | Rem. | Por. | Bramki | R.br. | Pkt |
| 1 | Paragwaj      | 2    | 0   | 2    | 0    | 1:1    | 0     | 2   |
| 2 | Boliwia       | 2    | 0   | 2    | 0    | 1:1    | 0     | 2   |

Triumfatorem turnieju Copa Paz del Chaco 1995 został zespół Paragwaju.